# Шушківка
Шушкі́вка — село в Україні, в Лисянській селищній громаді Звенигородського району Черкаської області. Підпорядковується Чаплинській сільській раді.

## Загальні відомості
Населення села становить 97 осіб (2005; 105 в 2001).
Шушківка розташована на правому березі річки Гнилий Тікич, на водосховищі, що утворилось при будівництві в 1954 році Чаплинської ГЕС.
В селі розташований музейний комплекс просто неба — туристичний пункт на маршруті «Золота підкова Черкащини». Музей збудований на базі кількох археологічних пам'яток — городище та могильник, курган, поселення трипільської культури та середньовіччя. В селі є братська могила радянських воїнів, де встановлений пам'ятний знак на честь загиблих.
До Шушківки підведений газопровід, що постачає селянам блакитне паливо. Також тут працює фельдшерсько-акушерський пункт, сільський клуб.
Серед релігійних громад в селі присутні Українська православна церква Московського патріархату та Євангельські християни-баптисти.

## Населення
Згідно з переписом УРСР 1989 року чисельність наявного населення села становила 142 особи, з яких 46 чоловіків та 96 жінок.
За переписом населення України 2001 року в селі мешкало 105 осіб.

### Мова
Розподіл населення за рідною мовою за даними перепису 2001 року:
| Мова       | Відсоток |
| ---------- | -------- |
| українська | 97,14 %  |
| російська  | 2,86 %   |